# Escaryus ethopus
Escaryus ethopus är en mångfotingart som först beskrevs av Chamberlin 1920.  Escaryus ethopus ingår i släktet Escaryus och familjen småjordkrypare. Inga underarter finns listade i Catalogue of Life.